# Guillermo Timoner
Guillermo Timoner Obrador (Felanich, 24 de março de 1926 – Madrid, 17 de agosto de 2023) foi um desportista espanhol que competiu no ciclismo na modalidade de pista. Foi seis vezes campeão do mundo na prova de meio fundo.
Ganhou oito medalhas no Campeonato Mundial de Ciclismo em Pista entre os anos 1955 e 1965.

## Medalheiro internacional
| Campeonato Mundial | Campeonato Mundial           | Campeonato Mundial | Campeonato Mundial |
| Ano                | Lugar                        | Medalha            | Competição         |
| ------------------ | ---------------------------- | ------------------ | ------------------ |
| 1955               | Milão ( Itália)              | Medalha de ouro    | Meio fundo (P)     |
| 1956               | Copenhaga ( Dinamarca)       | Medalha de prata   | Meio fundo (P)     |
| 1958               | Paris ( França)              | Medalha de prata   | Meio fundo (P)     |
| 1959               | Amesterdão ( Países Baixos)  | Medalha de ouro    | Meio fundo (P)     |
| 1960               | Leipzig ( Alemanha Oriental) | Medalha de ouro    | Meio fundo (P)     |
| 1962               | Milão ( Itália)              | Medalha de ouro    | Meio fundo (P)     |
| 1964               | Paris ( França)              | Medalha de ouro    | Meio fundo (P)     |
| 1965               | San Sebastián ( Espanha)     | Medalha de ouro    | Meio fundo (P)     |

## Palmarés
| - 1945 Campeão da Espanha de meio fundo depois de moto - 1947 Campeão da Espanha de velocidade - 1948 Campeão da Espanha de velocidade - 1949 Campeão da Espanha de perseguição - 1950 Campeão da Espanha de velocidade Campeão da Espanha de meio fundo depois de moto - 1951 Campeão da Espanha de perseguição - 1952 Campeão da Espanha de meio fundo depois de moto - 1954 Campeão da Espanha de meio fundo depois de moto - 1955 Campeão da Espanha de meio fundo depois de moto Campeão do mundo em meio fundo depois de moto - 1956 Campeão da Espanha de perseguição Campeão da Espanha de velocidade | - 1959 Campeão da Espanha de meio fundo depois de moto Campeão do mundo em meio fundo depois de moto - 1960 Campeão do mundo em meio fundo depois de moto - 1961 Campeão da Espanha de meio fundo depois de moto - 1962 Campeão da Espanha de meio fundo depois de moto Campeão do mundo em meio fundo depois de moto - 1963 Campeão da Espanha de meio fundo depois de moto - 1964 Campeão do mundo em meio fundo depois de moto - 1965 Campeão do mundo em meio fundo depois de moto - 1984 Campeão da Espanha de meio fundo depois de moto |

## Morte
Timoner morreu no dia 17 de agosto de 2023, aos 97 anos.